# Цефтобіпрол
Цефтобіпрол — перший антибіотик з групи цефалоспоринів V покоління. Застосовується як перорально так і парентерально.

## Фармакологічні властивості
Цефтобіпрол — антибіотик широкого спектра дії. Препарат діє бактерицидно, порушуючи синтез клітинної стінки бактерій. Проявляє активність щодо наступних збудників: стрептококів, стафілококів, нейсерії, клебсієли, Escherichia coli, Citrobacter spp., Pseudomonas aeruginosa, Acinetobacter spp., Enterobacter spp., Providencia spp., Moraxella catarrhalis, Proteus mirabilis. Нечутливими до препарату є клостридії, Proteus vulgaris, Bacteroides spp., Prevotella spp., пептостептококи, туберкульозна паличка. Цефтобіпрол був розроблений фірмою Basilea Pharmaceutica, а виробництво та маркетинг препарату проводить корпорація Johnson & Johnson.

### Фармакодинаміка
Після внутрішньовенного введення цефтобіпрол рівномірно розподіляється в організмі. Тільки близько 5% цефтобіпролу в організмі метаболізується в печінці, решта препарату виводиться з сечею в незміненому вигляді. Препарат проникає через плацентарний бар'єр, відсутні дані за проникнення в грудне молоко. Період напіввиведення препарату становить 3 години, при порушенні функції нирок цей час може збільшуватися.

## Показання до застосування
Цефтобіпрол застосовується при лікуванні ускладнених інфекцій шкіри і підшкірної клітковини (включаючи діабетичну стопу).

## Побічні реакції
При застосуванні цефтобіпролу можливі наступні побічні реакції:
- Алергічні реакції — часто (1—10%) висипання на шкірі, свербіж шкіри, кропив'янка; нечасто (0,1—1%) анафілактичний шок.
- З боку травної системи — дуже часто (більше 10%) нудота; часто (1—10%) блювання, діарея; нечасто (0,1—1%) псевдомембранозний коліт.
- З боку нервової системи — часто (1—10%) головний біль, запаморочення, порушення смаку.
- Зміни в лабораторних аналізах — часто (1—10%) гіпонатріємія, підвищення активності трансаміназ.
- Місцеві реакції — часто (1—10%) болючість в місці введення.

## Протипоказання
Цефтобіпрол протипоказаний при підвищеній чутливості до бета-лактамних антибіотиків. З обережністю застосовувати під час вагітності, годуванні грудьми, у дітей.

## Форми випуску
Цефтобіпрол випускається у вигляді порошку в флаконах для ін'єкцій по 0,5 г.